# هادسن هورنت
هادسِن هورنت (Hudson Hornet) خودرویی است که در سال‌های ۱۹۵۰ تا ۱۹۵۷ تولید شده‌است.
طراحی آن خودروهای موتور جلو-محور عقب بوده است.

## نگارخانه

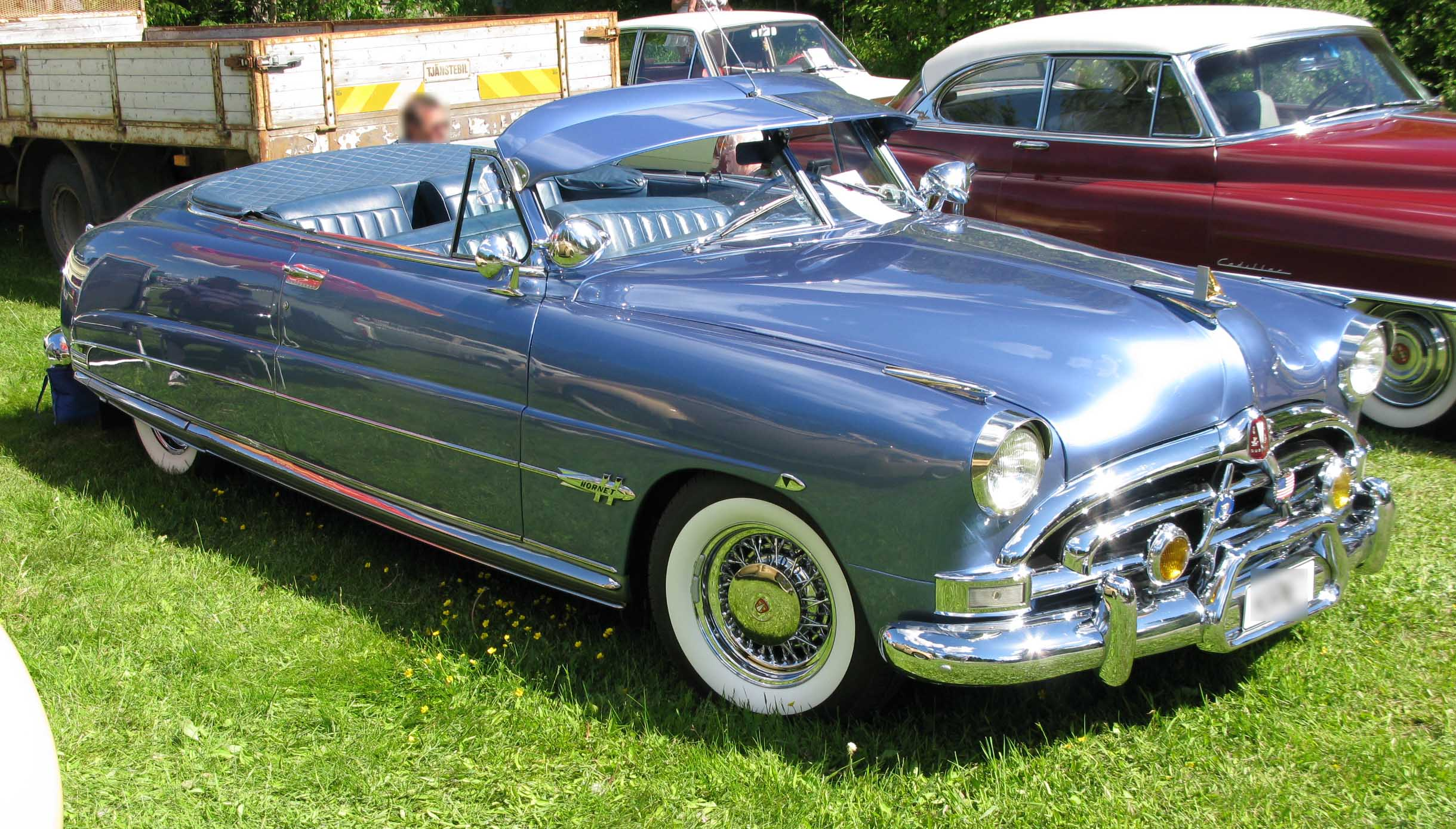
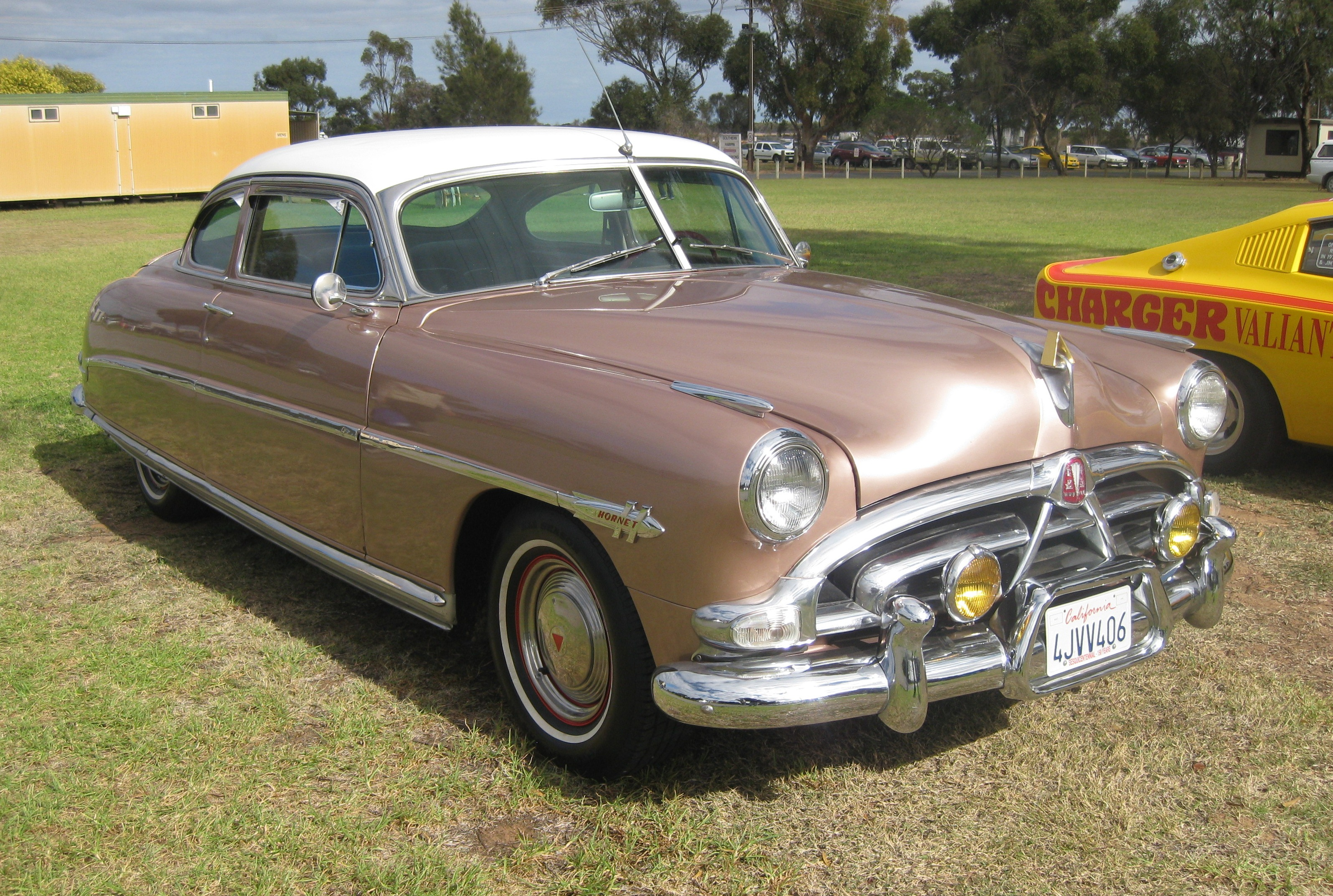
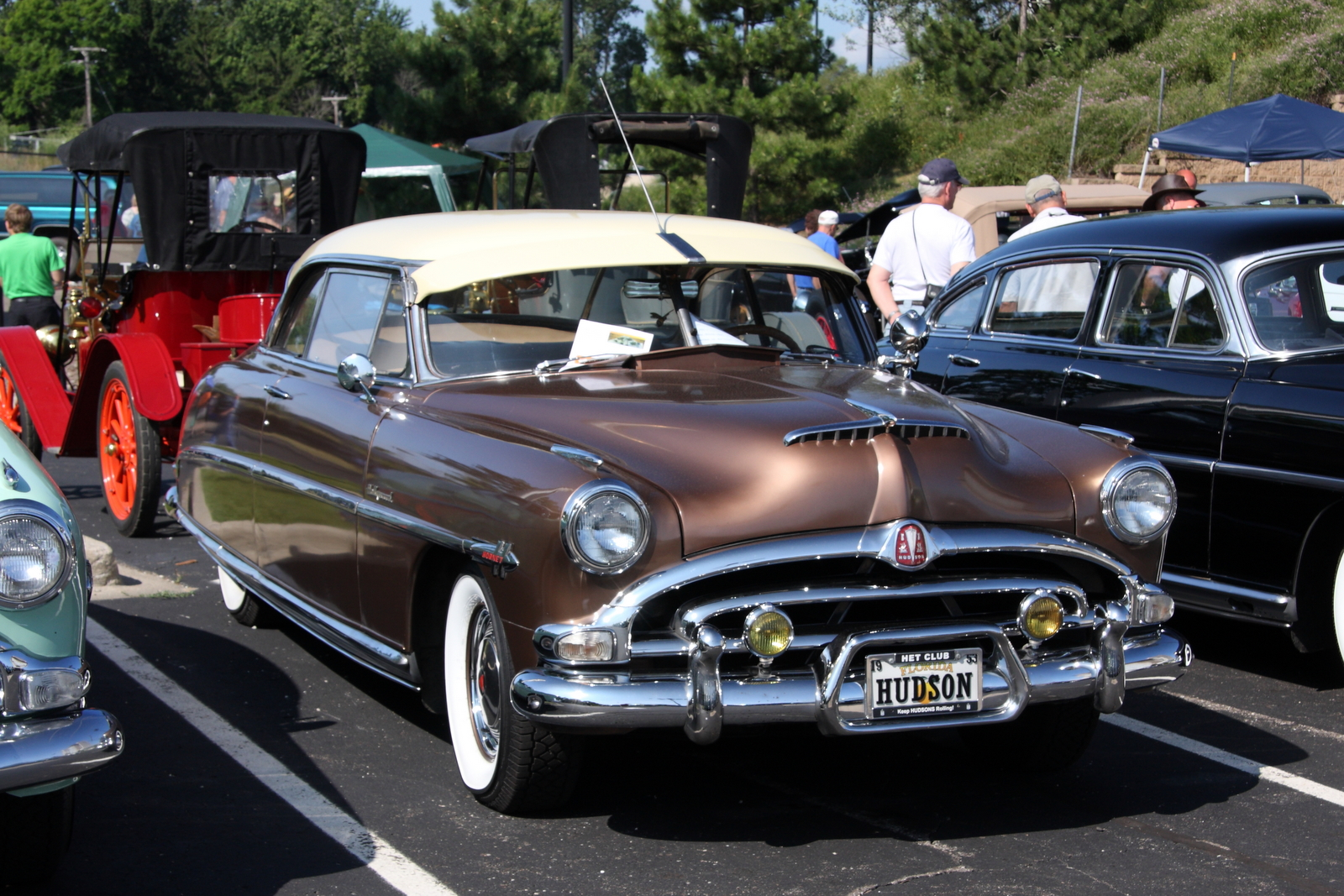
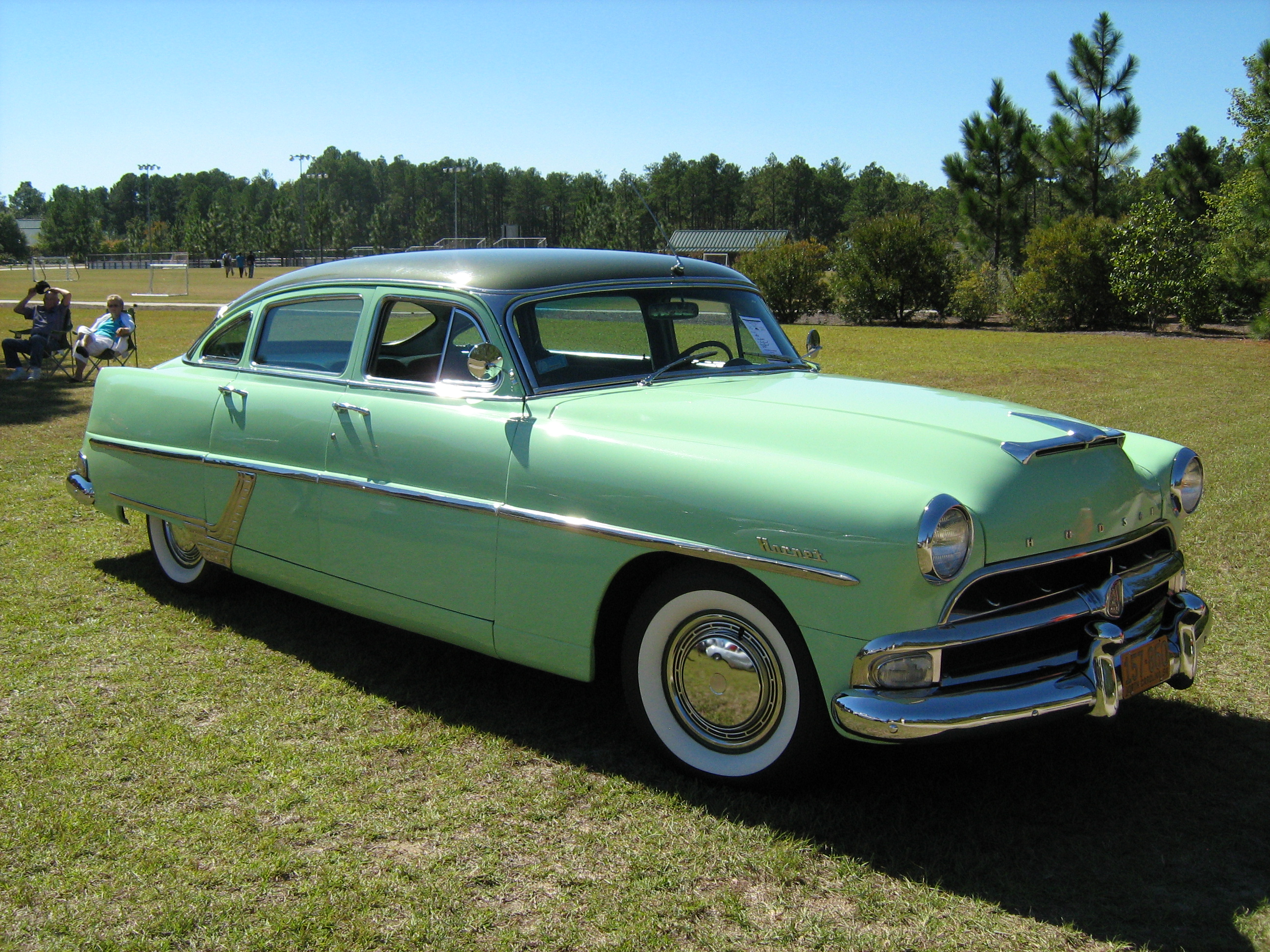
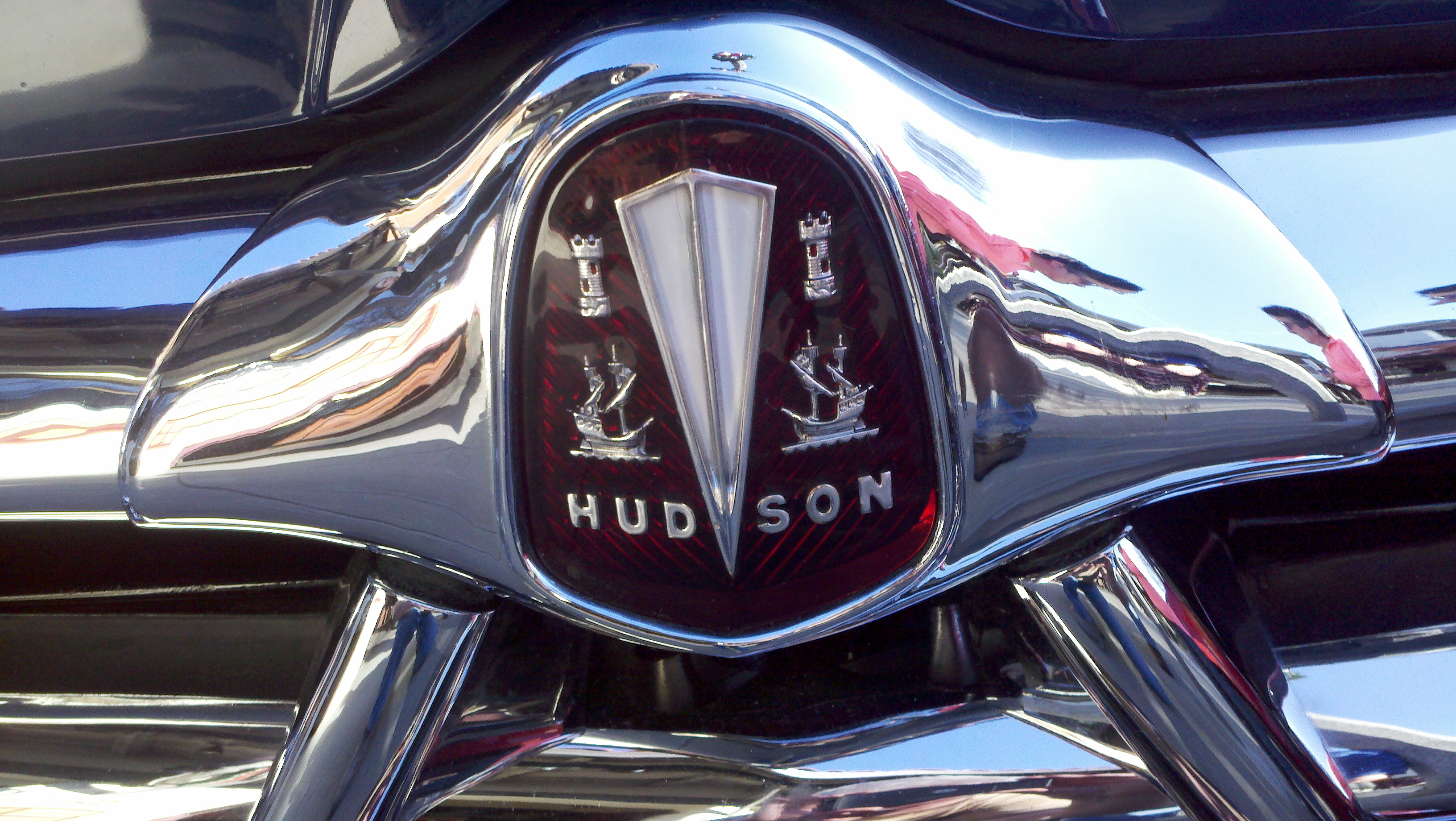